# Senaea
Senaea es un género con dos especies de plantas con flores perteneciente a la familia Gentianaceae.

## Taxonomía
El género fue descrito por  Paul Hermann Wilhelm Taubert y publicado en Botanische Jahrbücher für Systematik, Pflanzengeschichte und Pflanzengeographie 17: 516, f. 2. 1893.

## Especies
- Senaea coerulea
- Senaea janeirensis